# هولگر برنت
هولگر برنت (آلمانی: Holger Behrendt) ژیمناست زادهٔ ۲۹ ژانویهٔ ۱۹۶۴ میلادی اهل کشور آلمان شرقی است.